# افتون سنتر (ایلینوی)
اَفتون سنتر (به انگلیسی: Afton Center) یک منطقهٔ مسکونی در ایالات متحده آمریکا است که در شهرستان دیکلب، ایلینوی واقع شده است. افتون سنتر ۲۷۰٫۹۷ متر بالاتر از سطح دریا قرار دارد.